# Димитър Камбуров
Димитър Костадинов Камбуров е български литературен критик и преводач.

## Биография
Роден е на 23 юли 1962 г. във Варна. Завършва гимназията за чужди езици в родния си град (1980) и българска филология в Софийския университет „Кл. Охридски“ (1987). Доктор по теория и история на литературата с дисертация на тема „Жанрова специфика на семантичното моделиране в лириката (канонът Яворов)“ (2002), издадена като книга под заглавието „Явори и клони“. Доцент по теория на литературата във Факултета по славянски филологии на Софийския университет „Кл. Охридски“ (2004) и съдиректор на магистърска програма „Литературознание“ там (от 2002).
През 90-те години на ХХ век – основен адепт сред българските литературоведи на теоретичния скептицизъм на Пол де Ман.
Стипендиант на Института на науките за човека във Виена (1997–1998), на Училището по хуманитаристика в Сантяго де Компостела (1998), на Департамента по философия на Университета в Янина (1998–1999), на Департамента по джендър изследвания и културология на Централноевропейския университет в Будапеща (2001) и в Берлинския свободен университет (2006).
Фулбрайтов стипендиант в Калифорнийския университет в Ървайн (2003–2004).
Лектор по български език и култура в Пекинския университет за чужди езици (2007–2009).
Лектор по български език, култура и литература в Департамента по русистика и славистика на „Тринити колидж“, Дъблин (от 2014).
Член е на Съюза на българските журналисти (от 2008), на Съюза на учените в България (от 2008), на Асоциацията за българо-американски изследвания (Bulgarian American Studies Association), на Академичния кръг по сравнително литературознание в София (от 2008) и на Изпълнителното бюро на Българския хелзинкски комитет (2009–2012).
Автор и водещ на Литературен салон „Нобелирани и други – литература на прага“ в Червената къща, с помощта на Швейцарската културна програма.

## Идеи и участие в дискусии
Публикува в сферите на литературата, изкуствата, културата, политиката, науките за пола, Балканите и др. Много от тезите му са провокативни – от народопсихологически като тази, че „българинът минава на червен светофар“, защото „по принцип обича да се съпротивлява пасивно на властта“, до конкретни предложения пред институции като идеята, че „нощният живот на София е оня, който трябва да се впрегне за каузата „Европейска столица на културата“.
Дискусията около романа „Лолита“ на Владимир Набоков
След вестникарската публикация на предговора на Ивайло Знеполски към първото българско издание на романа на Владимир Набоков „Лолита“ Камбуров предизвиква голям литературоведски дебат.
Дискусия след смъртта на Вера Мутафчиева
Димитър Камбуров е автор на скандален „Не-некролог за Вера Мутафчиева“, публикуван във вестник „Капитал“ на 12 юни 2009 г. Отговаря му писателят Георги Гроздев, който е и издател (изд. „Балкани“) на сборник с есета на Вера Мутафчиева.
Балканите, Изтокът и Западът
Литературоведът Камбуров участва и в дебатите около съвременното българско общество. Коментирайки изследването „Състояние на обществото“, инициирано и финансирано от Фондация „Отворено общество“ и представено на 26 септември 2002 г. в зала „Мусала“ на хотел Хилтън, като изход от обезверяването на нацията и лост за социално сцепление Камбуров предлага „позитивно преосмисляне на приобщеността към Балканите, както и на паралелното усилване на чувството за приобщеност към Европа в тесния континентален, по-скоро културен, отколкото цивилизационен смисъл. Балканската игра има смисъл само ако се мисли в термините на междуположеността между Изток и Запад, а не в термините на изостаналостта вътре в тоталната историческа перспектива на Запада“.
Китай, ислямският свят и Западът
Работата му като лектор по български език и литература в Пекин става повод за обръщане на Камбуров към геополитическа проблематика. Спорейки със Самюъл Хънтингтън, той твърди, че не ислямският и християнският свят, а целият останал свят и Китай ще бъдат сблъскващите се цивилизации на ХХI век: „Защото неминуемият сблъсък между Китай и Запада ще постави ултимативно въпроса за избора между хората и човека, между човечеството и човешкото. Изходът от него е неясен. А неговият неминуем ироничен парадокс ще бъде, че в него Западът ще се види принуден да се съюзи с ислямския свят и да се припознае в него“. След студентските протести в Техеран през декември 2009 г.: „Тъй че в някакво неидеално, но утопично бъдеще следва да си представим как силите на кръста, звездата и полумесеца водят идеологическа и политическа битка рамо до рамо с един идеологически безпътен и капиталистически (а значи и военно) безогледен Китай.“ Година по-късно Камбуров превежда книгата на живеещия в Германия писател Илия Троянов и колегата му индиец Ранджит Хоскоте „Стичането“, също посветена на темата за сблъсъка на цивилизациите.

## Критика и скандали
Заради екстравагантния си стил и тези Димитър Камбуров е остро критикуван в различни издания.
Обвинения в антисемитизъм
През 2017 г. Камбуров публикува филмова критика под заглавие „Мастилото на киното и обратната страна на почерка“ в портал „Култура“. След силна обществена реакция и обвинения в антисемитизъм, статията е свалена с обяснение от главния редактор на портала Тони Николов. Скандалът придобива големи размери, а след свалянето ѝ от портал „Култура“, статията е препечатана в няколко различни сайта. Камбуров публикува в личния си профил във Фейсбук писмо до Тони Николов, заради което е отново критикуван и обвинен в антисемитизъм, основно в социалните мрежи и Фейсбук.